# Рюккерт, Генрих
Генрих Рюккерт (нем. Heinrich Rückert, 14 февраля 1823, Кобург — 11 сентября 1875, Бреславль) — немецкий историк и исследователь германских древностей, сын Фридриха Рюккерта; был профессором в Йене и Бреславле.

## Философские взгляды
Рюккерт считается одним из основоположников цивилизационного подхода к истории. По существу, он одним из первых попытался теоретически поставить и решить проблему субъекта исторического процесса, что с неизбежностью предполагало сосредоточение внимания на социоисторических организмах и их системах.
Социальные единицы, на которые распадается человечество, Рюккерт называет историческими или культурно-историческими организмами, историческими или культурно-историческими индивидами, а также культурными типами. Из ныне существующих он выделяет пять высших «культурных типов»: германо-христианский (западноевропейский), восточно-христианский (славянский), арабский (исламский), индийский и китайский.
Каждый культурно-исторический индивид имеет свою собственную историю, развивается и, рано или поздно, исчезает. Потому, история человечества — это не единый процесс, а сумма параллельно протекающих процессов развития культурно-исторических организмов, или индивидов, которые невозможно расположить на одной плоскости. Человечество есть не реальное, а лишь мысленное единство.
В целом Рюккерт склоняется к выводу, что не существует ни человечества как единого целого, ни мировой истории как единого процесса. Как утверждает Рюккерт, хотя существует несколько нитей исторического развития, но одна из них выделяется, преобладает над другими. Это — линия развития Западной Европы в новое время. Западноевропейский тип больше соответствует общей идее человечества, в большей мере воплощает в себе общечеловеческое. В связи с этим он решает вопрос о приобщении неевропейских народов к западноевропейской культуре, об их европеизации.

## Важнейшие из сочинений Рюккерта
- «Annalen der deutschen Geschichte» (Лейпциг, 1850; 2 изд. под заглавием «Deutsche Geschichte», 1861, дополн. 1873),
- «Geschichte des Mittelalters» (Штутгарт, 1853),
- «Geschichte der Neuzeit» (там же, 1854),
- «Allgemeine Weltgeschichte» (с Флеглером, там же, 1861),
- «Lehrbuch der Weltgeschichte in organischer Darstellung» (Лейпциг, 1857),
- «Kulturgeschichte des deutschen Volkes in der Zeit des Übergangs aus dem Heidentum in das Christentum» (там же, 1853—1854);
- «Geschichte der neuhochdeutschen Schriftsprache» (Кведлинбург, 1875).

После его смерти изданы его «Entwurf einer systematischen Darstellung der schlesischen Mundart in Mittelalter» (Падерб., 1878) и «Kleine Schriften» (1877).

Высказанное В. С. Соловьёвым мнение о том, что взгляды Рюккерта легли в основу теории культурно-исторических типов Н. Я. Данилевского в его сочинении «Россия и Европа» некоторыми современными исследователями (Мак Мастер) отвергается, рассматриваясь полемическим преувеличением Соловьева, тогда как другими поддерживается, как например К. А. Свасьяном:
"...мало кого волновало, но то, что сам Данилевский был обязан своими «шпенглеризмами» немецкому историку Генриху Рюккерту, автору «Учебника мировой истории в органическом изложении".. К.А. Свасьян. "Освальд Шпенглер и его реквием по Западу".